# Episodi di Hustle - I signori della truffa (sesta stagione)
La sesta stagione di Hustle - I signori della truffa è stata trasmessa in prima visione nel Regno Unito dal 4 gennaio all'8 febbraio 2010 da BBC One.
In Italia la stagione è stata trasmessa in prima visione da Joi, canale a pagamento della piattaforma Mediaset Premium, dal 29 ottobre al 12 novembre 2014.
| nº | Titolo originale                | Titolo italiano        | Prima TV UK      | Prima TV Italia  |
| -- | ------------------------------- | ---------------------- | ---------------- | ---------------- |
| 1  | And This Little Piggy Had Money | L'ispettore capo       | 4 gennaio 2010   | 29 ottobre 2014  |
| 2  | The Thieving Mistake            | Operazione Rio         | 11 gennaio 2010  | 29 ottobre 2014  |
| 3  | Tiger Troubles                  | La tigre ed il playboy | 18 gennaio 2010  | 5 novembre 2014  |
| 4  | The Father of Jewels            | Il padre dei gioielli  | 25 gennaio 2010  | 5 novembre 2014  |
| 5  | Conned Out of Luck              | Lady fortuna           | 1º febbraio 2010 | 12 novembre 2014 |
| 6  | The Hush Heist                  | La rapina              | 8 febbraio 2010  | 12 novembre 2014 |